# 1943 a filmművészetben

## Események
- január 17. – a lengyel földalatti mozgalom merényletet hajt végre három varsói német mozi ellen.
- május 16. – bemutatják Luchino Visconti: Megszállottság (Ossessione) című filmjét, ezzel útjára indul a neorealizmus.
- december 31. – Finnországban 22 mozi megnyitásával a mozik száma 493-ra emelkedik.
- december – Franciaországban megnyílik az Institut des Hautes Études Cinématographiques (IDHEC)
- A konkurenciát jelentő amerikai produkciók eltűnése miatt a magyar filmipar a virágkorát éli. Összesen 53 saját filmet készítenek, s ez a mozielőadások 30%-a.

## Sikerfilmek
Észak-Amerika
1. For Whom the Bell Tolls – rendező Sam Wood
2. The Song of Bernadette – rendező Henry King
3. This is the Army – rendező Kertész Mihály
4. Stage Door Canteen – rendező Frank Borzage
5. Journey Into Fear – rendező Norman Foster
6. A Gay Named Joe – rendező Erdős Richárd

## Magyar filmek
| Magyar cím                | Gyártás ideje                  | Rendező           |
| ------------------------- | ------------------------------ | ----------------- |
| A tökéletes család        | 1942. december - 1943. január  | Sipos László      |
| Házassággal kezdődik      | 1942. december - 1943. február | Bánky Viktor      |
| Lejtőn                    | 1943. január                   | Podmaniczky Félix |
| Jómadár                   | 1943. január-február           | Ráthonyi Ákos     |
| Egy szoknya, egy nadrág   | 1943. január-február           | Hamza D. Ákos     |
| Tilos a szerelem          | 1943. február-március          | Kalmár László     |
| Késő…                     | 1943. február-március          | Daróczy József    |
| Szerencsés flótás         | 1943. február-március          | Balogh István     |
| Legény a gáton            | 1943. március                  | Bán Frigyes       |
| Sárga kaszinó             | 1943. március                  | Lajthay Károly    |
| Afrikai vőlegény          | 1943. március                  | Balogh István     |
| A 28-as                   | 1943. március                  | Apáthi Imre       |
| Anyámasszony katonája     | 1943. március                  | Ráthonyi Ákos     |
| Ragaszkodom a szerelemhez | 1943. március-április          | Hamza D. Ákos     |
| Orient Express            | 1943. április                  | Cserépy László    |
| Éjjeli zene               | 1943. április-május            | Bán Frigyes       |
| Makrancos hölgy           | 1943. április-május            | Martonffy Emil    |
| Makacs Kata               | 1943. május-június             | Bánky Viktor      |
| Sziámi macska             | 1943. május-június             | Kalmár László     |
| Kerek Ferkó               | 1943. május-június             | Martonffy Emil    |
| Kölcsönadott élet         | 1943. május                    | Bánky Viktor      |
| Megálmodtalak             | 1943. május                    | Vaszary János     |
| Muki                      | 1943. június                   | Ráthonyi Ákos     |
| Féltékenység              | 1943. június                   | Cserépy László    |
| Kalotaszegi Madonna       | 1943. május-július             | Rodriguez Endre   |
| Valamit visz a víz        | 1943. július                   | Oláh Gusztáv      |
| Futótűz                   | 1943. július                   | Farkas Zoltán     |
| A menekülő ember          | 1943. július-december          | Ráthonyi Ákos     |
| Zenélő malom              | 1943. július-augusztus         | Lázár István      |
| És a vakok látnak         | 1943. július-augusztus         | Jenei Imre        |
| Nemes Rózsa               | 1943. július-augusztus         | Martonffy Emil    |
| Rákóczi nótája            | 1943. július-szeptember        | Daróczy József    |
| Aranypáva                 | 1943. augusztus                | Cserépy László    |
| Ágrólszakadt úrilány      | 1943. augusztus-november       | Ráthonyi Ákos     |
| Szováthy Éva              | 1943. augusztus                | Pacséry Ágoston   |
| Kettesben                 | 1943. augusztus-szeptember     | Cserépy László    |
| Sári bíró                 | 1943. szeptember               | Hegedűs Tibor     |
| Fény és árnyék            | 1943. szeptember               | Tüdős Klára       |
| Tengerparti randevú       | 1943. szeptember               | Bán Frigyes       |
| Futóhomok                 | 1943. szeptember-október       | Deésy Alfréd      |
| Ördöglovas                | 1943. szeptember-október       | Hamza D. Ákos     |
| Majális                   | 1943. szeptember               | Balogh István     |
| Boldog idők               | 1943. szeptember-október       | Rodriguez Endre   |
| A fehér vonat             | 1943. szeptember-október       | Sipos László      |
| A Benedek-ház             | 1943. október-november         | Bánky Viktor      |
| Viharbrigád               | 1943. november                 | ifj. Lázár István |
| Magyar Sasok              | 1943. október-december         | László István     |
| A látszat csal            | 1943. ősz                      | Cserépy László    |
| Zörgetnek az ablakon      | 1943. ősz                      | Sipos László      |
| Egy nap a világ           | 1943. ősz                      | Vaszary János     |
| Nászinduló                | 1943. november-december        | Farkas Zoltán     |

## Oscar-díjak
Oscar-díj (február 25.)
- Film: Mrs. Miniver
- rendező: William Wyler – Mrs Miniver
- Férfi főszereplő: James Cagney – Yankee Doodle Dandy
- Női főszereplő: Greer Garson – Mrs. Miniver
- Férfi mellékszereplő: Van Heflin – Johnny Eager
- Női mellékszereplő: Teresa Wright – Mrs. Miniver

## Filmbemutatók
- Rettegett Iván, I. rész – rendező Szergej Eisenstein
- Cabin in the Sky – rendező Vincente Minnelli
- Coney Island – rendező Walter Lang
- Öt lépés Kairó felé – rendező Billy Wilder
- Heaven Can Wait – rendező Ernst Lubitsch
- Lassie hazatér – Lassie Come Home – rendező Fred M. Wilcox
- The Life and Death of Colonel Blimp – rendező Michael Powell, Emeric Pressburger
- Madame Curie – rendező Mervyn LeRoy
- The Man in Grey – rendező Leslie Arliss
- Millions Like Us – rendező Sidney Gilliat, Frank Launder
- Megszállottság (Ossessione) – rendező Luchino Visconti
- The Ox-Bow Incident – rendező William A.Wellman
- Thousands Cheer – rendező George Sidney
- Titanic – rendező Werner Klinger, Herbert Selpin
- Sahara – rendező Zoltan Korda
- A gyanú árnyékában – rendező Alfred Hitchcock
- We Dive at Dawn – rendező Anthony Asquith
- Örök visszatérés (L’Éternel retour) – író Jean Cocteau, rendező Jean Delannoy

## Rövidfilmsorozatok
- Our Gang (1922–1944)
- The Three Stooges (1935–1959)

## Animációs filmsorozatok
- Mickey egér (1928–1953)
- Looney Tunes (1930–1969)
- Terrytoons (1930–1964)
- Merrie Melodies (1931–1969)
- Scrappy (1931–1941)
- Popeye (1933–1957)
- Color Rhapsodies (1934–1949)
- Donald kacsa (1937–1956)
- Goofy (1939–1955)
- Andy Panda (1939–1949)
- Tom and Jerry (1940–1958)
- Woody Woodpecker (1941–1949)
- Swing Symphonies (1941–1945)
- The Fox and the Crow (1941–1950)
- Red Hot Riding Hood (1943–1949)
- Droopy Dog (1943–1958)

## Születések
- január 13. – Richard Moll, színész
- február 9. – Kránitz Lajos, színész
- február 23. – Kozák András, színész
- március 5. – Balázs Péter, színész
- március 15. – David Cronenberg, rendező
- március 29. – Eric Idle angol színész
- március 31. – Christopher Walken, színész
- május 31. – Sharon Gless, színésznő
- június 11. – Oleg Boriszovics Vidov, színész
- június 13. – Malcolm McDowell, színész
- augusztus 17. – Robert De Niro, színész
- augusztus 18. – Jenny Runacre, színésznő
- szeptember 16. – Márton András
- október 4. – John Bindon, színész
- november 19. – Vajda László, színész

## Halálozások
- április 3. – Conrad Veidt, német színész
- szeptember 26. – W.S. Van Dyke, amerikai rendező
- december 7. – Oskar Messter, német producer